# Székkutas
Székkutas is een plaats (község) en gemeente in het Hongaarse comitaat Csongrád. Székkutas telt 2636 inwoners (2002).